# Maria, Hilfe der Christen (Spandau)

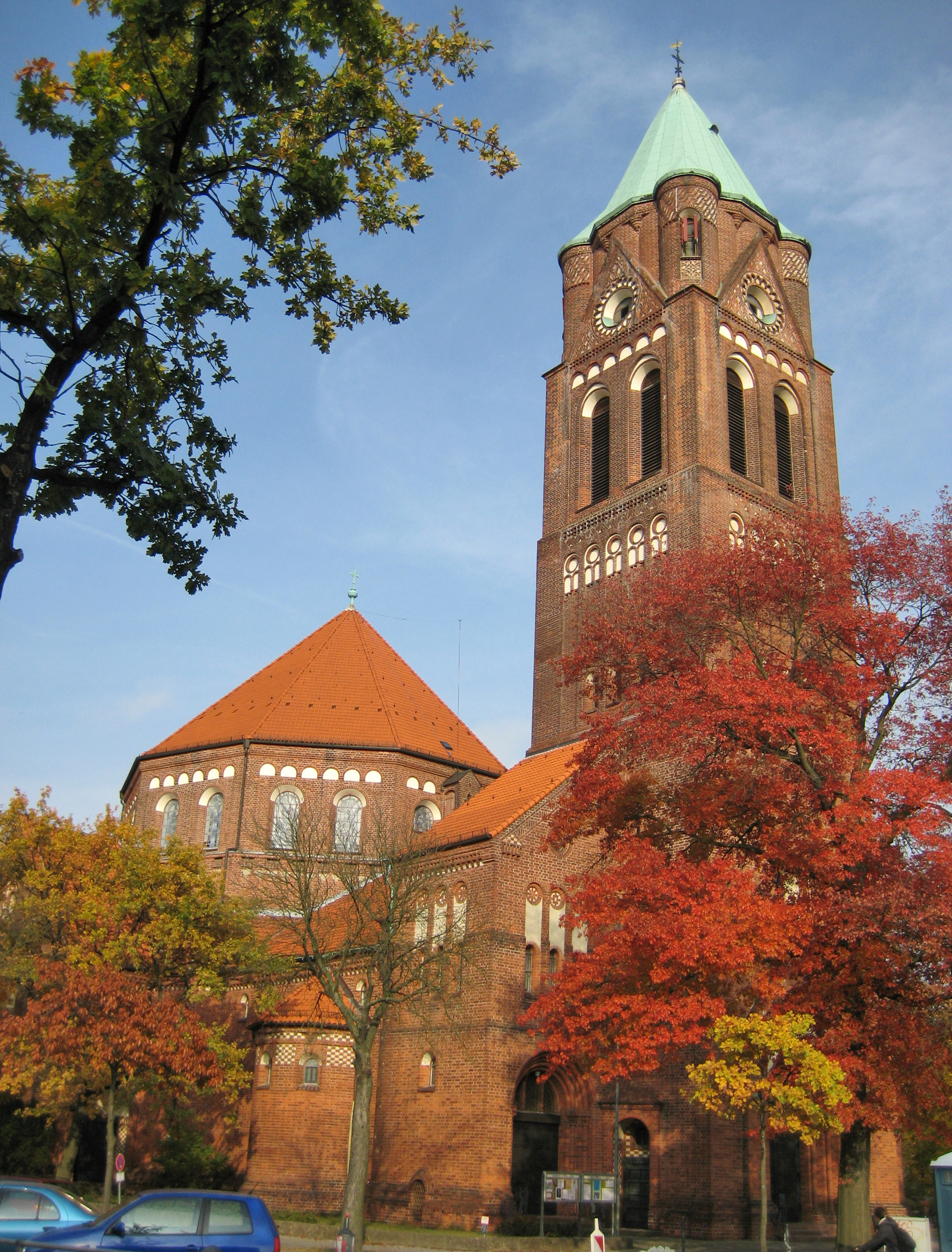
Marien von Südwesten

Maria, Hilfe der Christen ist eine römisch-katholische Pfarrkirche im Berliner Ortsteil Spandau. Sie steht in der Flankenschanze 43 an der Ecke Galenstraße, wurde in den Jahren 1908–1910 erbaut und ist die Pfarrkirche der Pfarrei Heilige Familie – Spandau-Havelland im Erzbistum Berlin. Mit dem Patrozinium Maria, Hilfe der Christen (lateinisch: Auxilium Christianorum) wurde ein mittelalterliches Attribut Mariens aufgegriffen, das auch zu den Anrufungen der Lauretanischen Litanei zählt. Das Bauwerk steht seit den 1980er-Jahren unter Denkmalschutz.

## Geschichte

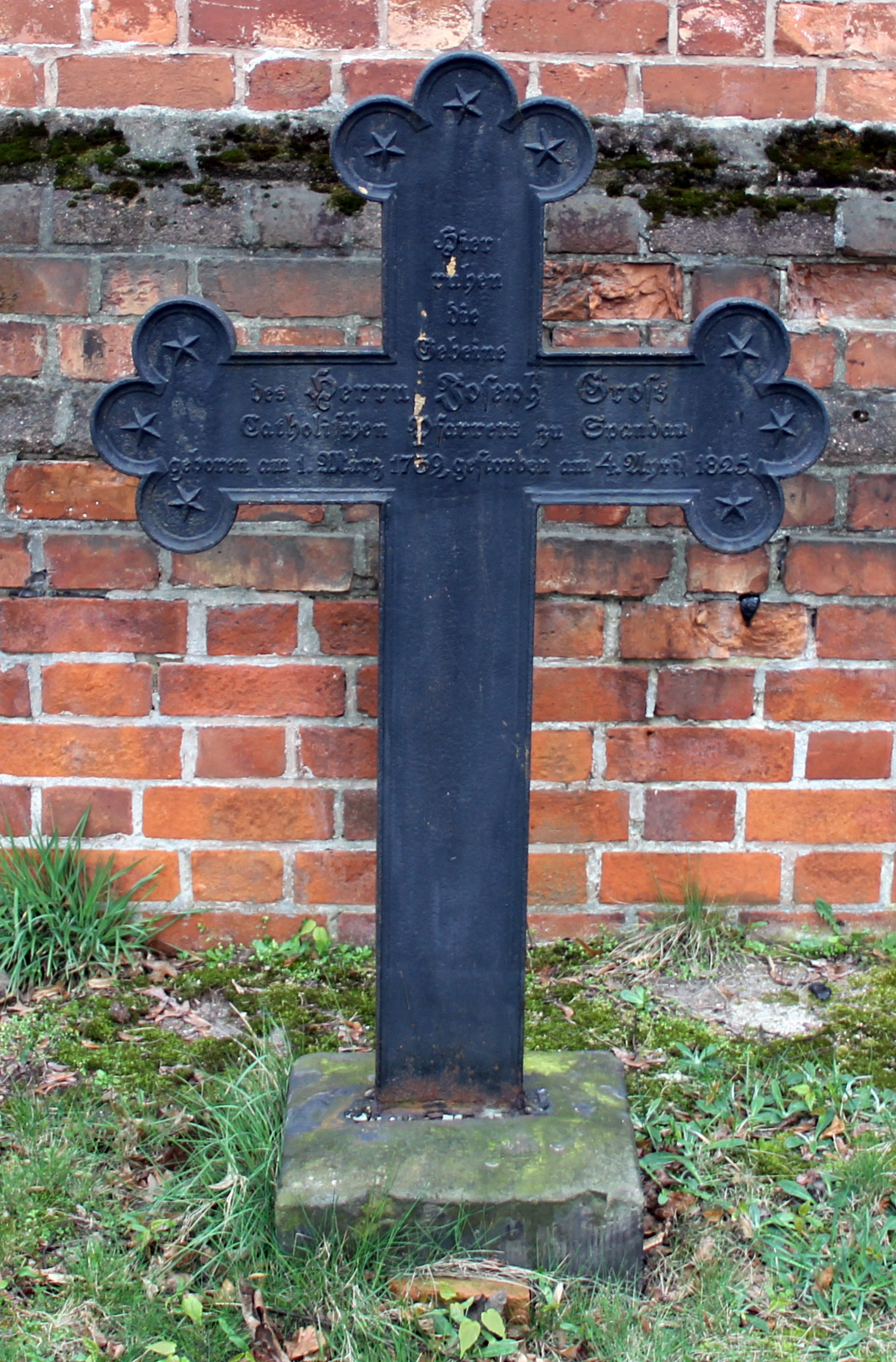
Grabkreuz des letzten Dominikaners, P. Joseph Groß, Pfarrer von 1775 bis 1825, an der Ostseite der Kirche

### Bis 1900
Eine  Pfarrgemeinde bestand in Spandau bereits im Mittelalter. 1239 übertrugen die askanischen Markgrafen Johann I. von Brandenburg und Otto III., der Fromme das Kirchenpatronat über St. Nikolai, das Recht zur Besetzung von Pfarrstellen mit einem Priester, an das von ihnen gegründete Benediktinerinnenkloster St. Marien unmittelbar südlich der Stadt. Infolge der Reformation, die Spandau 1539 erreichte, wurde die Pfarrkirche St. Nikolai protestantisch, das Kloster erlosch mit dem Tod der letzten Nonne gegen Ende des 16. Jahrhunderts, die Gebäude einschließlich der Klosterkirche wurden 1636 abgerissen.
Die nachreformatorische Geschichte der Pfarrei begann in der ersten Hälfte des 18. Jahrhunderts. Katholische Arbeiter der Spandauer Gewehrfabrik – mit Familienangehörigen etwa 200 Personen –, die in der belgischen Stadt Lüttich angeworben worden waren, forderten freie Religionsausübung an ihrem neuen Wirkungsort. Diese wurde ihnen durch königlich-preußisches Dekret von 1722 zugesichert, verbunden mit der Dotierung eines Seelsorgers. Die Forderung, eigenes Bier brauen zu dürfen, hatte der König allerdings abgelehnt. Ein erster einfacher Kirchbau in Fachwerkbauweise entstand 1723 auf dem Gewehrplan außerhalb der Innenstadt, östlich der Zitadelle. Der erste Seelsorger war der Dominikanerpater Ludovicus Belo (Belau) aus dem Konvent in Wesel. Spandau war anfangs eine Missionsstation, ein kleiner Seelsorgeposten in der Diaspora, und unterstand dem Apostolischen Vikariat des Nordens. Bis zur Auflösung der Klöster infolge der Säkularisation um das Jahr 1810 waren die Seelsorger Dominikaner, danach Diözesanpriester. Der letzte Dominikaner, P. Joseph Groß, blieb als Diözesanpriester bis zu seinem Tod 1825 in Spandau; er war insgesamt 50 Jahre hier Pfarrer und wurde auf dem Friedhof neben der Kirche auf dem Gewehrplan beigesetzt. Als der Friedhof 1912 von Industriebauten überbaut wurde, wurde sein eisernes Grabkreuz an der neu erbauten Pfarrkirche Maria, Hilfe der Christen aufgestellt, wo es noch heute außen an der östlichen Seitenwand zu sehen ist. Durch die Bulle De salute animarum nahm Papst Pius VII. 1821 im Rahmen der Neuumschreibung der katholischen Diözesen in Deutschland nach dem Wiener Kongress eine Neuordnung der Diözesen und Kirchenprovinzen in Preußen vor; Spandau ging vom Apostolischen Vikariat des Nordens in die Fürstbischöfliche Delegatur für Brandenburg und Pommern des Bistums Breslau über und wurde Pfarrei; seit den 1820er-Jahren amtierte ein Kirchenvorstand.
Nachdem auch durch die in Spandau ansässige Garnison vermehrt katholische Soldaten zuzogen und die Gemeinde wuchs, wurde 1847/1848 mit St. Marien am Behnitz eine größere Kirche im nördlichen Teil der Altstadt errichtet, deren Bau (zunächst ohne vier Ecktürmchen) rund 13.000 Reichsthaler kostete. Der Grundstein erhielt folgende Inschrift: „Dieser Stein wurde A.M.D.Gl. und B.M.V.H. als Grundstein zu dieser, von Sr. Majestät dem Könige Friedrich Wilhelm IV. erbeten Kirche gesegnet und gelegt.“ Die Gemeinde umfasste damals etwa 1000 Personen. Das Patrozinium dieser Marien-Kirche erinnert an das Benediktinerinnenkloster. Von den 1830er-Jahren bis 1874 war die jährliche Spandauer Prozession ein bedeutendes religiöses Ereignis. An der eucharistischen Prozession am Sonntag nach Fronleichnam beteiligten sich auch zahlreiche Gläubige aus Berlin und Charlottenburg, sodass sie als „wichtigste Feier des Diasporakatholizismus in der preußischen Hauptstadt“ angesehen werden kann. 1875 wurde sie wegen des preußischen Kulturkampfs nicht mehr genehmigt.

### Ein neuer Kirchbau und weitere Entwicklung
Um 1900 lebten rund 9000 Katholiken in Spandau, die Gemeinde war vor allem infolge der Auflassung der Festung und der darauf folgenden Industrialisierung erheblich angewachsen, vor allem durch Zuwanderung aus den katholischen preußischen Ostprovinzen. Die Kirche am Behnitz, die mit 350 Sitzplätzen für 750 Gemeindemitglieder zum Zeitpunkt ihrer Erbauung ausreichend war, war nun zu klein geworden. Deshalb wurde eine größere Kirche gebaut – an anderer Stelle, weil denkmalpflegerische Überlegungen und der moorige Untergrund den Abriss und einen größeren Neubau am alten Platz nicht zuließen. 1904 entstand hierzu ein Kirchbauverein, der Spenden für den Kirchbau sammelte. St. Marien am Behnitz wurde 1907 oder 1910 an das Militär verkauft, wodurch weitere Geldmittel für einen Neubau zur Verfügung standen. Die Kirchengemeinde erwarb ein 10.634 m² großes Baugrundstück von den Rachwitzsch’schen Erben am Askanierring Ecke Moltkestraße (heute: Flankenschanze Ecke Galenstraße), damals knapp außerhalb der Bastionen.

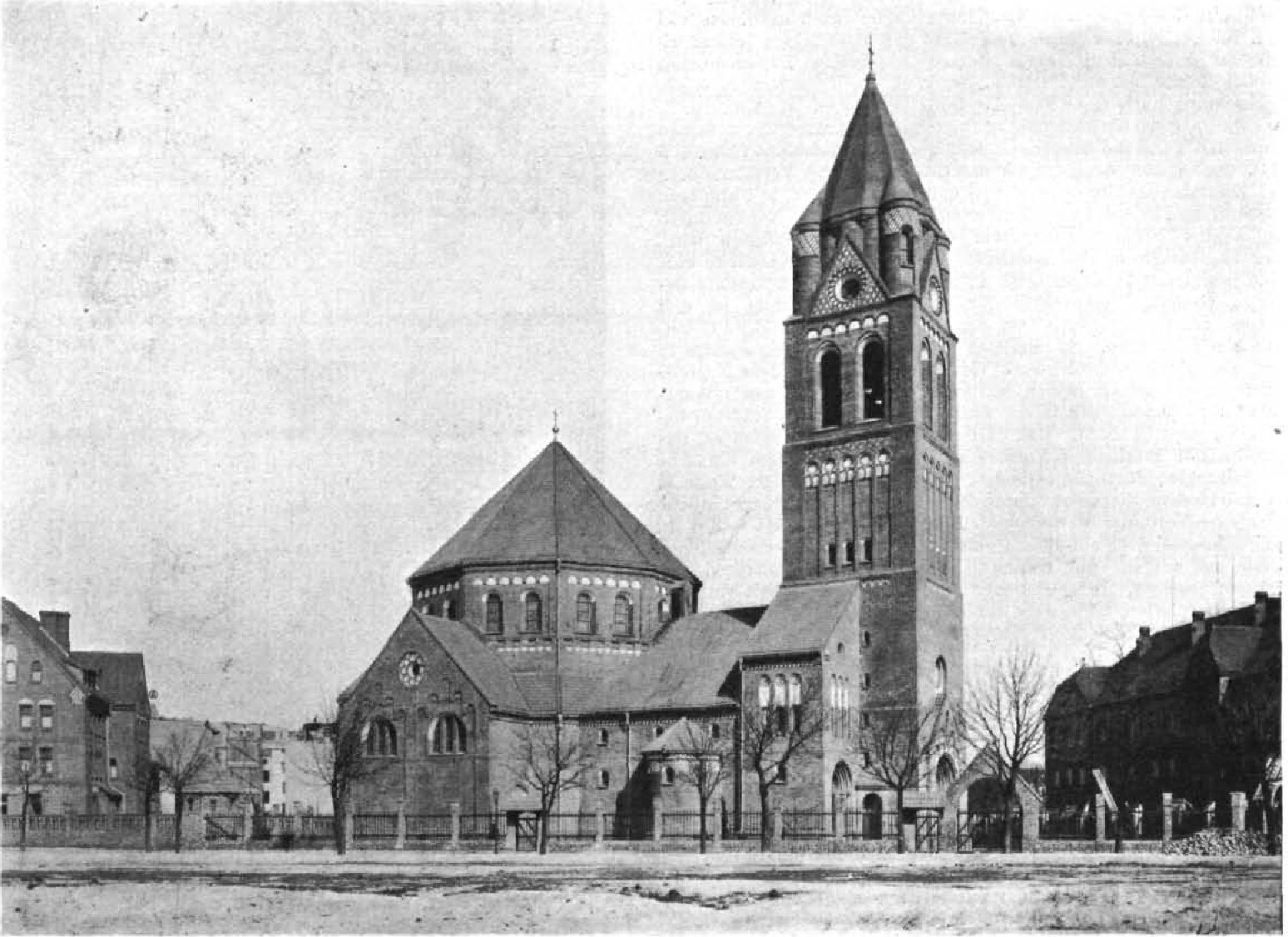
Ansicht nach der Fertigstellung, 1910

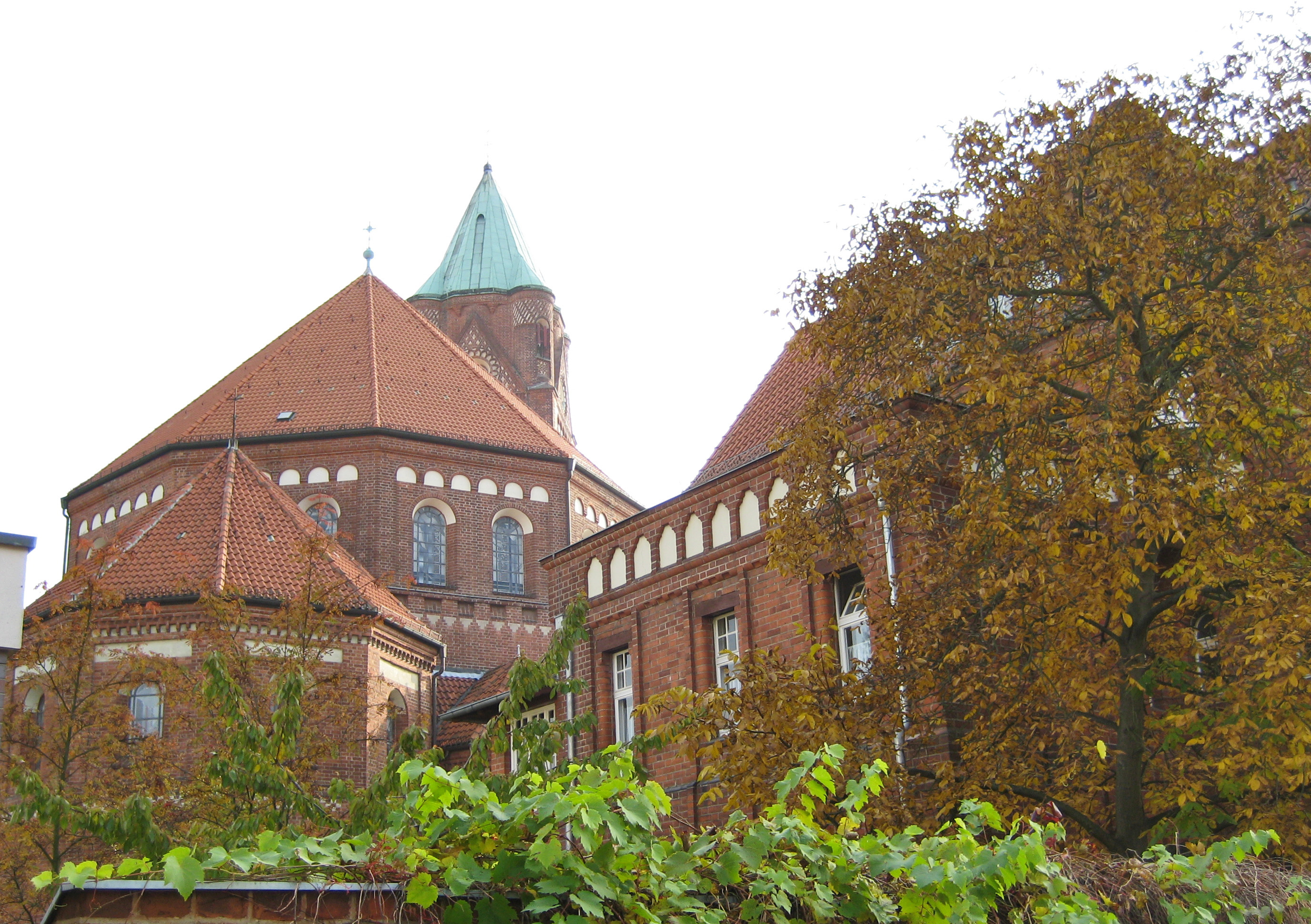
Äußeres von Nordwesten, vorn rechts das Pfarrhaus

Am 4. Oktober 1908 begannen die Arbeiten auf dem Kirchbaugrundstück, im Winter ruhten sie. Wegen des schlechten Baugrunds mussten die Bodenfundamente verstärkt werden. Feierliche Grundsteinlegung durch den Fürstbischöflichen Delegaten Prälat Carl Kleineidam war am Fest Christi Himmelfahrt, dem 20. Mai 1909, das Richtfest am 5. Dezember 1909. Bereits am 30. Oktober 1910 konnte der Fürstbischof von Breslau, Georg Kardinal von Kopp, zu dessen Erzbistum Spandau damals gehörte, die Kirchweihe vornehmen. Die Kosten des Gebäudes einschließlich des Grundstücks beliefen sich auf 650.000 Mark.
Im Dezember 1925 wurde die Kirchturmspitze durch Blitzschlag schwer beschädigt. Am 6. Oktober 1944 war die Kirche bei einem Fliegerangriff, bei dem neun Bomben auf das Kirchengrundstück fielen, so stark zerstört worden, dass die englische Militärregierung später die Sprengung anordnete. Diese konnte jedoch abgewendet werden. Die Gottesdienste fanden vorübergehend wieder in St. Marien am Behnitz statt. 1946 wurde das Kirchengrundstück in Eigenleistung von Gemeindemitgliedern enttrümmert, 1948 begannen die Wiederaufbauarbeiten, die sich bis 1952 hinzogen; Richtfest war am 10. Oktober 1950. Treibende Kräfte waren Pfarrer Geistlicher Rat Willy Nawroth und Oberbaurat Felix Lukanek. Am 22. Mai 1952 wurde die Kirche nach der Altarweihe durch den Berliner Bischof Wilhelm Weskamm in ihrer früheren Gesamtgestalt wieder für Gottesdienste in Gebrauch genommen. Die Ausmalung wurde jedoch nicht erneuert, die Wände sind jetzt glatt weiß. Ab 1968 erfolgte eine Umgestaltung der Ausstattung in Folge der Liturgiereform des Zweiten Vatikanischen Konzils; in dieser Zeit feierte die Gemeinde ihre Gottesdienste für mehrere Jahre ebenfalls wieder in der Kirche St. Marien am Behnitz.

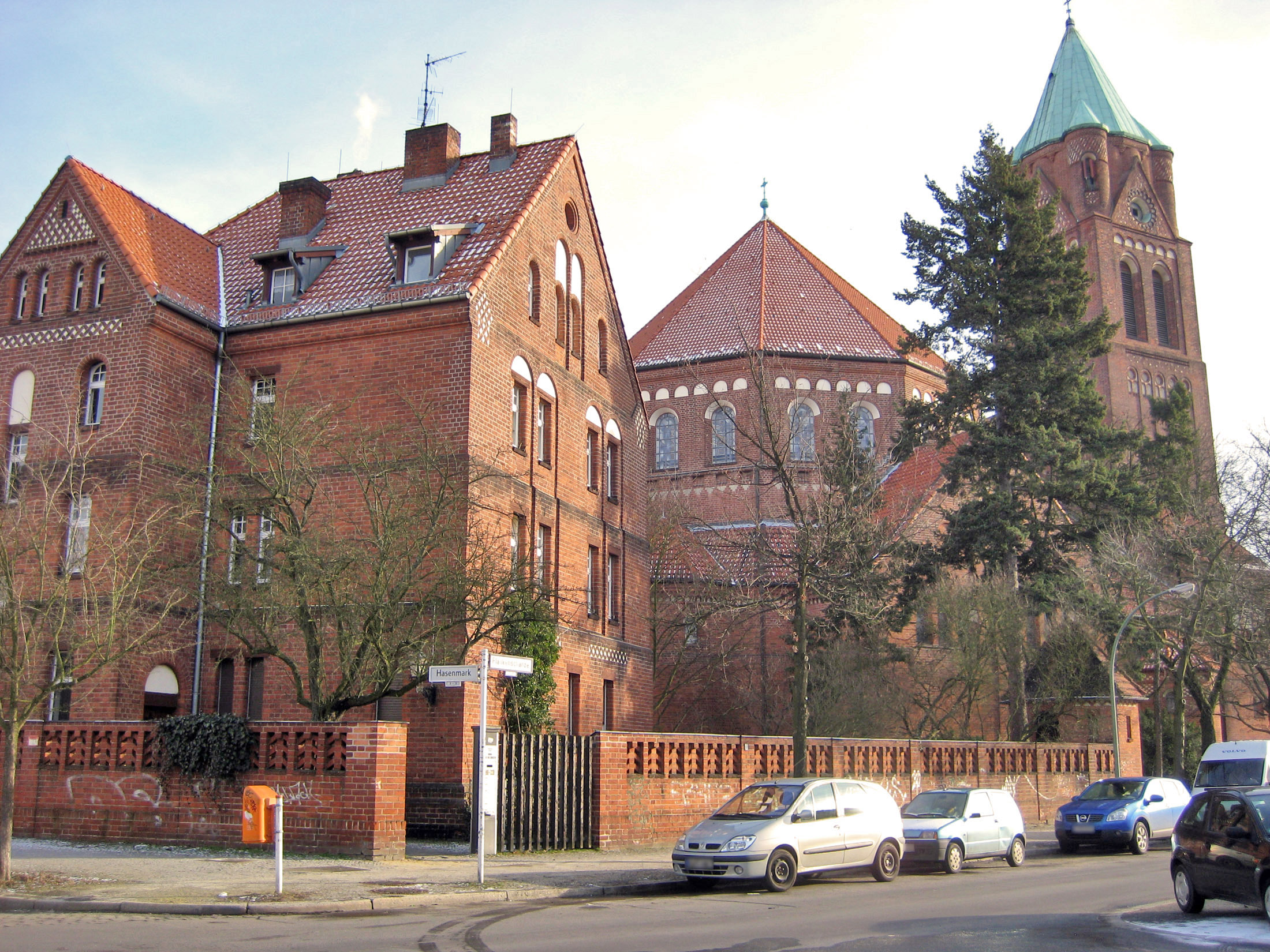
Pfarrhaus und Kirche, 2011

Mit steigenden Zahlen von Katholiken wurden in den 1920er-Jahren weitere Seelsorgestellen eingerichtet und im Laufe der Zeit als selbständige Pfarreien ausgegliedert: St. Joseph (Siemensstadt, 1919), St. Franziskus von Assisi (Staaken, 1925), Döberitz und 1928 die Lokalie St. Elisabeth (Hakenfelde). Seit 1930 gehört die Pfarrei zu dem in dem Jahr errichteten Bistum Berlin (seit 1994 Erzbistum).
Am 31. Oktober 2003 fusionierte die Kirchengemeinde Maria, Hilfe der Christen aus finanziellen Überlegungen auf Seiten des Erzbistums Berlin mit der Nachbarpfarrei St. Lambertus (Hakenfelde). Diese Gemeinde war 1928 als Kuratie St. Elisabeth im Elisabethheim entstanden und 1975 als selbstständige Pfarrei St. Lambertus von Maria, Hilfe der Christen abgetrennt worden. Die fusionierte Pfarrei trägt den Titel Katholische Kirchengemeinde Maria, Hilfe der Christen. Seit 2003 finden auch wieder Gottesdienste in der Kirche St. Marien am Behnitz statt, die inzwischen in privater Hand ist.
Seit dem 5. März 2018 bildete die Pfarrei mit den Pfarreien St. Joseph in Siemensstadt, St. Konrad von Parzham in Falkensee sowie St. Johannes der Täufer Dallgow-Döberitz (Pfarrei St. Marien, Brieselang) den Pastoralen Raum Spandau-Nord/Falkensee, um eine Fusion zu einer einzigen Pfarrei vorzubereiten. Diese wurde mit der Gründung der Pfarrei Heilige Familie – Spandau-Havelland am 1. Januar 2023 vollzogen. Die Kirche Maria, Hilfe der Christen ist die Pfarrkirche dieser Pfarrei.
- 1723–1727: Ludovicus Belo (Belau), Dominikaner (OP) (Seelsorger in Potsdam und Spandau)[13]
- 1727–1759: Bernhardinus Hunk(e)müller OP
- Ende 1759: Engelbertus Giesecke OP
- 1760: Meinradus Meichlbek OP
- 1760–Ende 1761: Ludovicus Härzkirchen (?) OP
- 1762–1767: Norbertus (Albert) Bockell OP
- 1768–1775: Franz Biesenbach OP
- 1775–1825: Franz/Joseph Groß OP (* 1. März 1739; † 4. April 1825)[14]
 bis 29. August 1825 Aushilfe durch Kapläne von St. Hedwig, Berlin
- August 1825 – Ende 1832: Franz Schaar aus Schlesien; Pfarradministrator, später Pfarrer; vorher Kaplan in Frankenstein/Schlesien, ab 1833 in Kamnig/Schlesien[3]
- 1833 – Ende September 1840: Joseph Jünger (* in Potsdam); vorher Kaplan in Potsdam, später Pfarrer in Welau/Schlesien[15]
- 1844?–1849: Franz Xaver Teuber (* 1811 zu Wahlstatt in Schlesien; † in Münsterberg)[16]
- 1849–1851: Theodor Warnatsch (* 1820 in Wittichenau; † 1894 in Breslau), danach Pfarrer der Heilig-Kreuz-Kirche in Frankfurt an der Oder und Glogau, fürstbischöflicher Kommissar und Prälat
- 1851–1872: Pfarrer Hanel (Erzpriester und Kreis-Schulinspektor)
- 1872–1882: Pfarrer Thomas († in Münster), zum Stadtrat gewählt, 1896 nach Münster gezogen
- 1882–1890: Pfarrer Ginella[17]
- 1890–1914: Paul Kirmes (* 12. April 1860 in Ottmachau; † 18. Dezember 1920 in Zobten am Berge), Geistlicher Rat, Priesterweihe am 27. Juni 1885 in Breslau
- 1914–1932: Viktor Schiwy (* 20. April 1876 in Beuthen; † 1. Februar 1932 in Tempelhof), Geistlicher Rat, Priesterweihe am 22. Juni 1901 in Breslau
- 1932–1960: Willy Nawrot (* 26. November 1884 in Breslau; † 21. Juni 1960 in Berlin), Geistlicher Rat, Priesterweihe am 17. Juni 1909 in Breslau
- 1960–1982: Friedrichkarl Förster (* 8. März 1912 in Essen; † 2. Februar 1992 in Burgkunstadt), Pfarrer, Priesterweihe am 27. März 1938 in Berlin
- 1982–2000: Ulrich Weidel (* 10. Januar 1932 in Berlin; † 20. Januar 2014 in Berlin), Pfarrer, Priesterweihe am 29. Juni 1958 in Berlin
- 2000–2017: Matthias Mücke (* 9. Februar 1955 in Mahlow † 28. April 2017 in Berlin), Pfarrer, Priesterweihe am 27. Juni 1981 in Berlin, seit 1994 Pfarrer von St. Lambertus (Hakenfelde), seit 2000 zusätzlich auch von Maria, Hilfe der Christen, seit 2003 Pfarrer der fusionierten Pfarrei Maria, Hilfe der Christen
- 2016–2017: David Hassenforder (* 1982), Kaplan, Pfarradministrator, 2018–2022 Pfarrvikar im Pastoralen Raum „Spandau-Nord/Falkensee“, seit 1. Januar 2023 Pfarrer der Pfarrei St. Johannes der Täufer Spandau–Südwest
- seit 1. September 2017: Thorsten Daum (* 17. Juli 1963 in Berlin, Priesterweihe 1990 in Berlin), Pfarradministrator (seit 1. Oktober 2017 zusätzlich Pfarradministrator von St. Konrad von Parzham in Falkensee, seit 5. März 2018 Leiter des Pastoralen Raums „Spandau-Nord/Falkensee“),
 seit 1. Januar 2023 Pfarrer der Pfarrei Heilige Familie – Spandau-Havelland

## Architektur

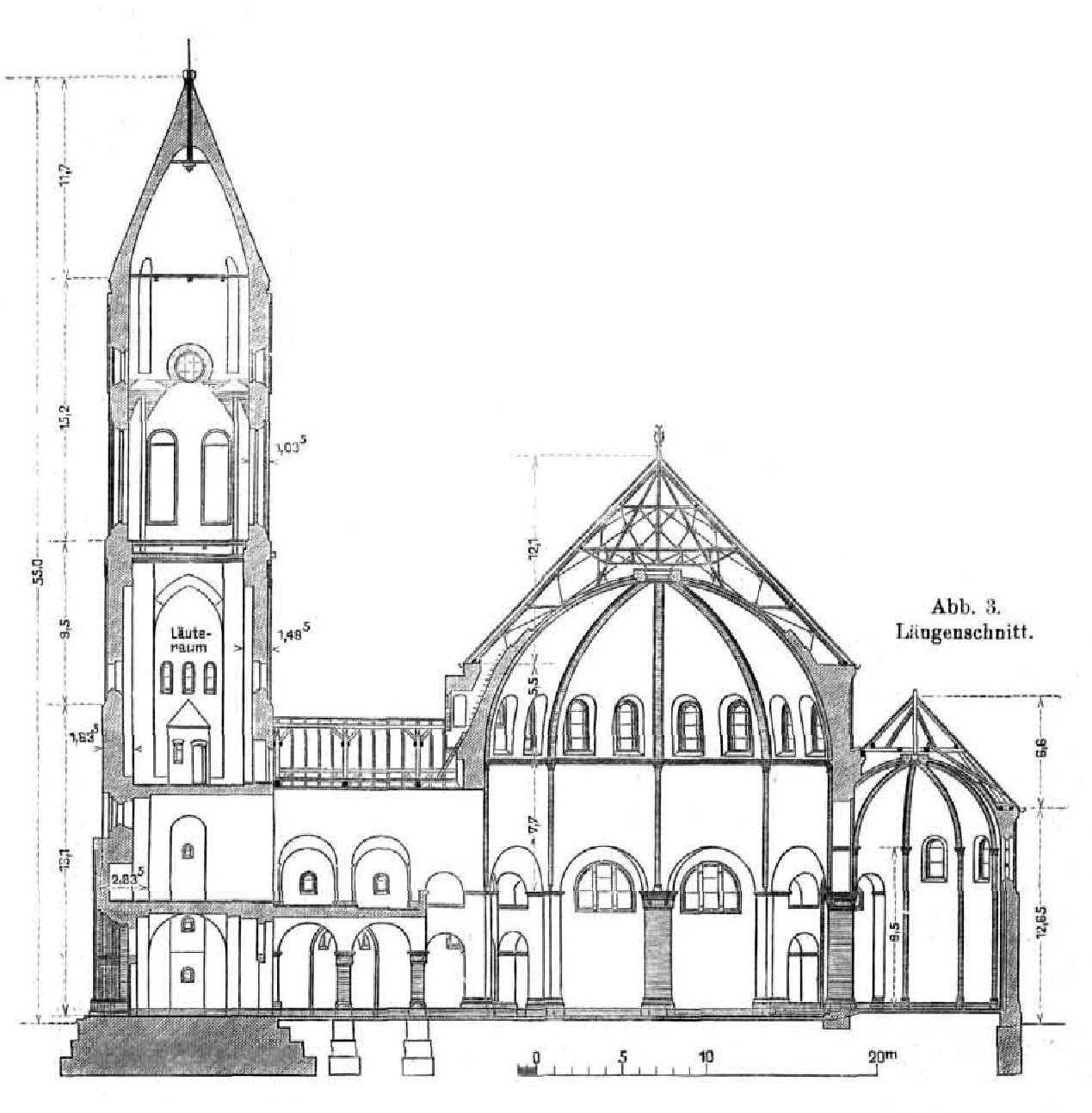
Längsschnitt (Christoph Hehl)

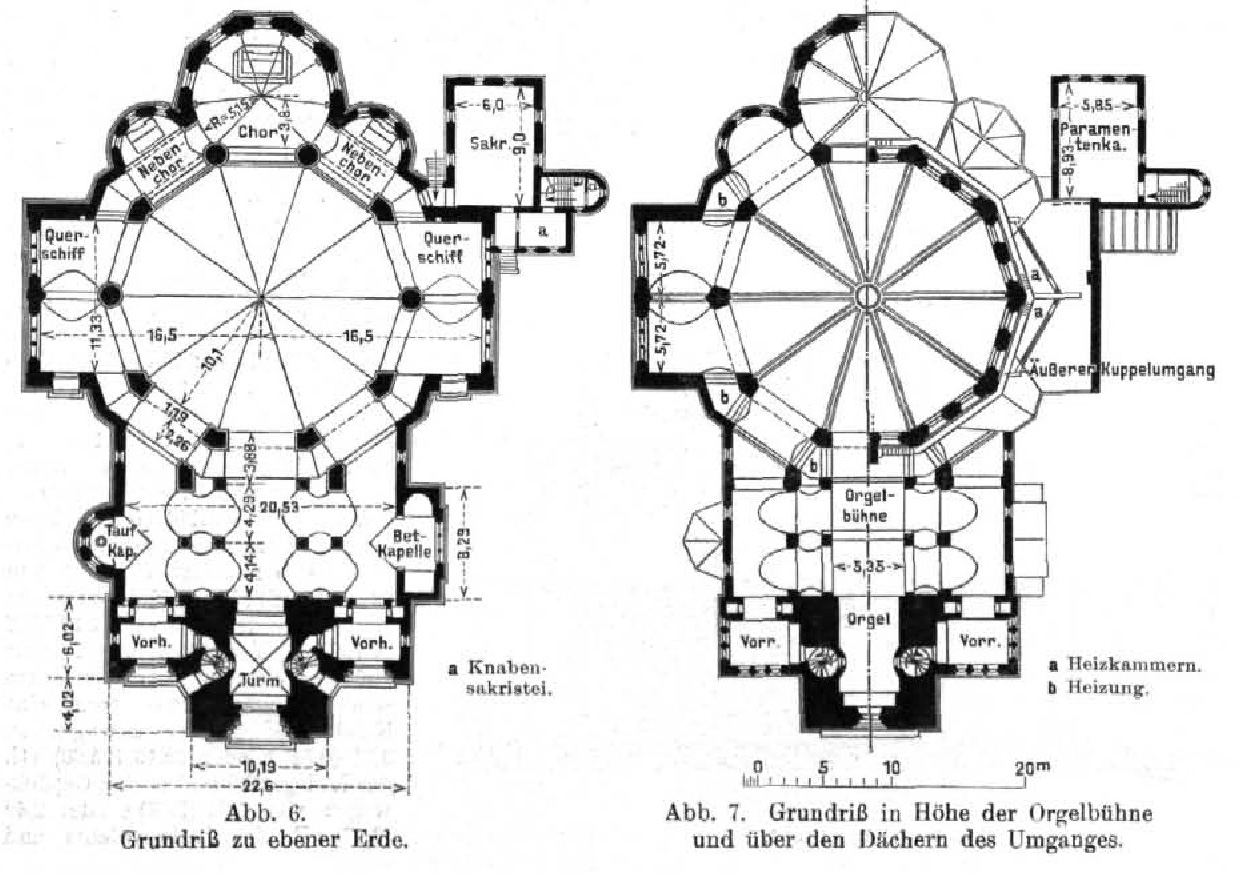
Grundrisse (Erdgeschoss und in Höhe der Orgelbühne)

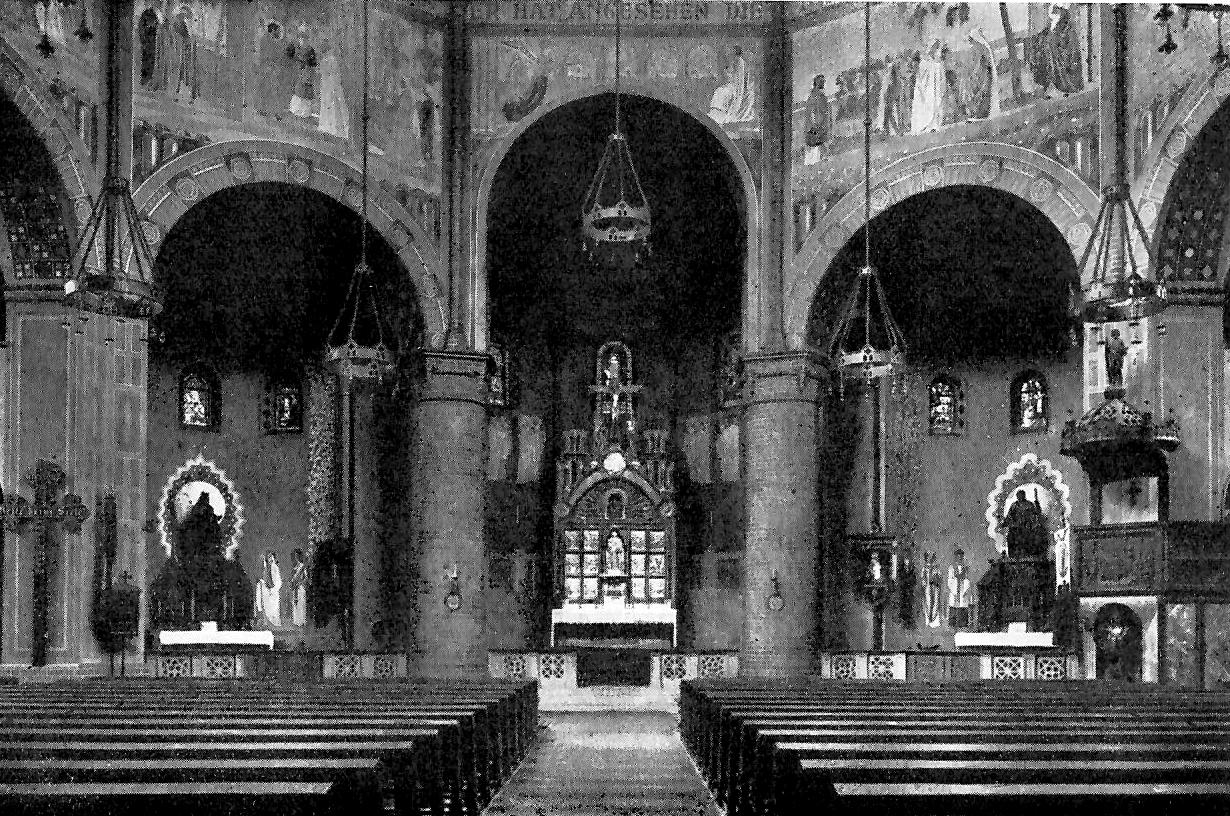
Inneres mit Ausmalung, 1935

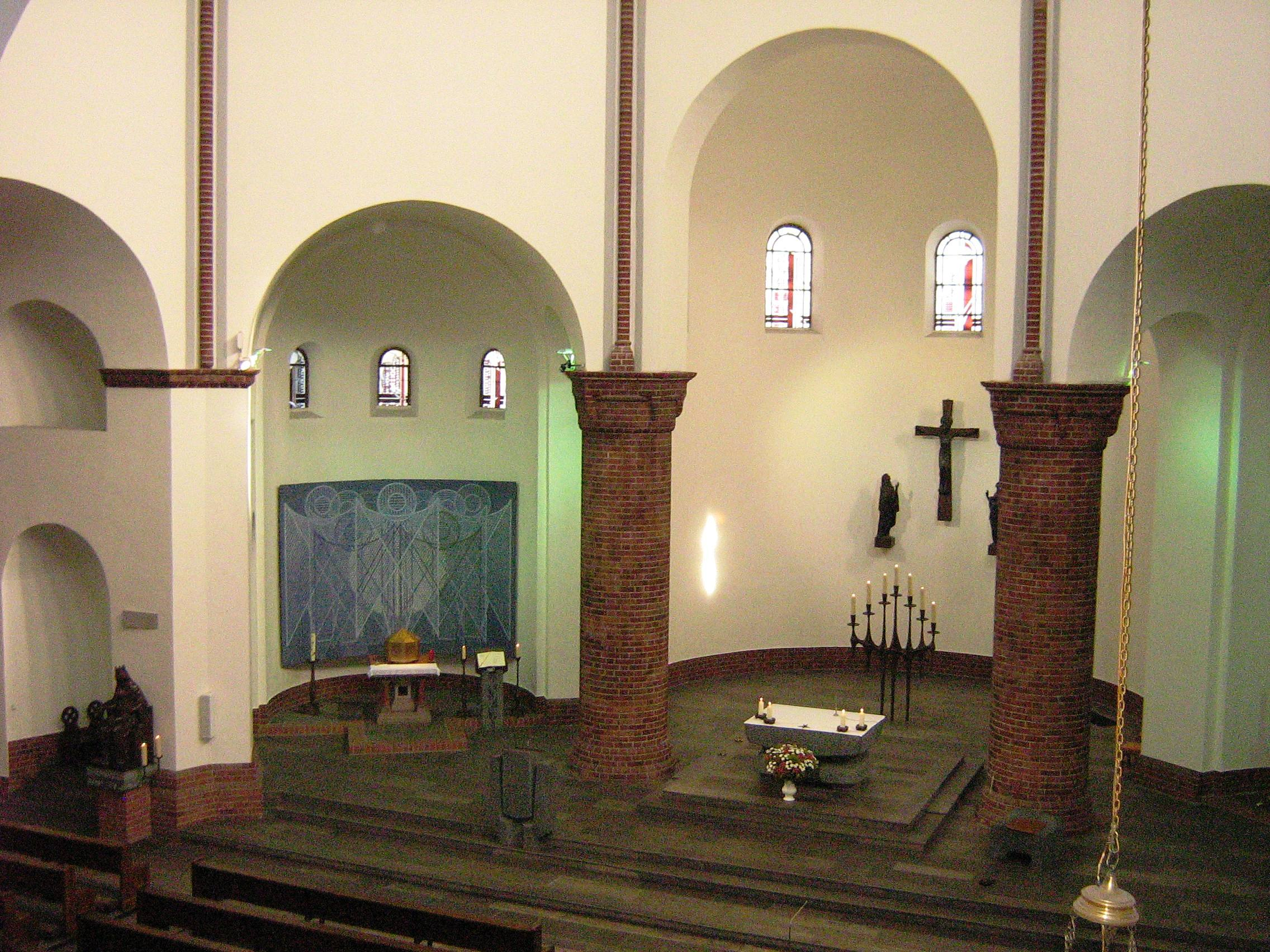
Inneres, 2011

Den Entwurf zur Kirche erstellte der Architekt Christoph Hehl, Professor an der Technischen Hochschule Charlottenburg, der sich vom Bau des Tempels der Minerva medica in Rom inspirieren ließ. Die Vorgaben des Kirchenvorstands verlangten, dass von einer möglichst großen Zahl von Plätzen aus Altar und Kanzel gesehen werden konnten. Außerdem musste ein Backsteinbau entstehen und im Kircheninneren war ein Prozessionsweg zu konzipieren, da die preußischen Bauvorschriften Prozessionen außerhalb des Gotteshauses verboten.
Aus Backsteinen im Klosterformat entstand in neuromanischer Bauweise – wie auch das benachbarte Pfarrhaus – ein überkuppelter Zentralbau über einem kreuzförmigen Grundriss in ungefährer Nord-Süd-Ausrichtung. Wegen des Zuschnitts des Baugrundstücks war eine Ostung der Kirche nicht möglich. Insgesamt ist der Baukörper außen und innen vielgestaltig. Die Baukosten waren mit 350.000 Mark geplant.
Die gewölbte Kuppel des zehneckigen Zentralbaus ruht auf vier Säulen und sechs Pfeilern mit 20 oberen Fenstern. Die Kuppel hat einen Durchmesser von 20,20 m bei einer inneren Höhe von 25 m und einer äußeren Höhe von 33 m. Auf der nördlichen Seite der Kirche sind drei Konchenkapellen oder Apsiden für den Hauptaltar und ursprünglich zwei Nebenaltäre angegliedert, auf der anderen Seite eine etwa 12 m lange zweijochige basilikale Vorhalle mit Orgelempore. Die Vorhalle öffnet sich östlich zu einer rechteckig angebauten Betkapelle und westlich zu einer halbrunden Taufkapelle. Zwei kurze Querschiffe ergänzen die Kreuzform. Durchbrüche von den Querarmen zu den seitlichen Konchen und zur Vorhalle ergeben um den Zentralbau einen Umgang für Prozessionen, da zur Zeit des Kirchbaus die Abhaltung von Prozessionen außerhalb von Kirchen im Preußischen Reich nicht gestattet war. Die Durchdringung von Zentralbau und Kreuzgrundriss und die angegliederte Dreikonchenanlage stellen eine Spezialität des Architekten Christoph Hehl dar, der sich frei historisierend am Formenvokabular mittelalterlicher und antiker Bauten orientierte, das er gut kannte.
Südlich ist dem Gebäude ein fünfgeschossiger Kirchturm auf quadratischem Grundriss von 10 m × 10 m mit einer Höhe von 52,5 m angebaut, der von einem achteckigen kurzen Helm gekrönt wird, dessen Unterbau von runden Ecktürmchen und Ziergiebeln flankiert wird. Beidseitig sind dem Turm Anbauten mit den Nebeneingängen angegliedert, deren Schrägdächer mit dem zweiten Geschoss des Turmes abschließen. Die Fassade ist durch weiße Putzflächen als Blenden, durch Giebelrosetten und Formsteine im Anklang an märkische Ziegelbauten gegliedert. Kirche und Turm wurden als Ziegelmauerwerk aus Hintermauerungssteinen im Klosterformat erstellt und mit Handstrichsteinen verblendet.
Das Kuppelgewölbe des zentralen Hauptbaus unter einem stählernen Zeltdach war ursprünglich gemauert. Beim Wiederaufbau nach der Kriegszerstörung wurde es als aus zehn 10 m langen Rippen konstruiert, die als Stahlbetonfertigteile, genau wie der obere Druckring, an Ort und Stelle im Innern des Kirchenraums hergestellt wurden. Am Fußende der Rippen verläuft ein Stahlbetonband als Ringanker, der den Gewölbeschub aufhebt und die Lasten senkrecht ins Mauerwerk leitet. Das Verfahren der Herstellung der Kuppelrippen wurde erstmals in Berlin angewendet. Im Inneren werden Gewölberippen nachempfundene schmale, aus Ziegeln gemauerte Säulen in den Winkeln des Zehnecks bis auf die Kapitelle der Säulen und Pfeiler des Kirchenraumes herabgeführt.
Die vier Säulen im Zentralbau und die sechs Säulen in der Vorhalle sind mit roten Ziegeln verblendet, die Pfeiler gehen in das Wandmauerwerk über und sind glatt hell verputzt.

## Ausstattung
Die Innenausstattung ist durch Kriegseinwirkung weitgehend zerstört. Sie folgte dem Konzept des Baumeisters Hehl. Die farbige Wandgestaltung durch den Maler Theodor Nüttgens erfolgte von März bis Oktober 1921. Die Ausmalung war in Blau und Gelb gehalten, in der Altarapsis in leuchtendem Rot. Dargestellt waren im Altarraum das Lamm Gottes, unter den oberen Fenstern im Zentralbau das irdische Marienleben von der Geburt Mariens bis zu ihrer Aufnahme in den Himmel. Die einzelnen Szenen sind in historisierender Darstellung in eine märkische Umgebung versetzt. Darunter verlief ein Spruchband, der deutsche Text war der Beginn des Magnificat: „Hochpreise meine Seele den Herrn und mein Geist frohlocke in Gott meinem Heilande. Denn er hat angesehen die Niedrigkeit seiner Magd. Denn siehe von nun an werden mich selig preisen alle Geschlechter.“ (Lukas 1,46-48 ). Die Kuppel mit den Fenstern war als Himmel ausgemalt, musizierende Engel umrahmten die Darstellung die Himmelfahrt und Krönung Mariens, Heilige sind auf die Szene hin ausgerichtet. Die geplante Darstellung eines Kreuzwegs im Querschiff und im Langhaus musste wegen der Inflation unterbleiben.
Nach dem Wiederaufbau blieb die Innenausstattung zunächst provisorisch. Ab 1968 erfolgte die Neugestaltung nach den Vorgaben der Liturgiereform des Zweiten Vatikanischen Konzils durch den Berliner Architekten Georg Schönfeld. Der neue blockhafte Altar aus Anröchter Dolomit wurde zum Zentralbau vorgezogen; er wurde gestaltet von Paul Brandenburg und am 17. Mai 1969 geweiht. Ambo und Priestersitz wurden gleichzeitig in entsprechender Gestaltung hinzugefügt und durch einen siebenarmigen Leuchter in Bronze ergänzt. Die bronzene Kreuzigungsgruppe in der Mittelapsis ist ein Neuguss der im Krieg zerstörten Figuren von Josef Limburg, die zum früheren Hochaltar gehörten. Da die Gussformen noch existierten, konnten sie neu gegossen und in die Gestaltung einbezogen werden. Die linke Seitenapsis nahm einen neuen Tabernakel mit vergoldeter Kupferverkleidung, gestaltet von Georg Schlüter, auf, der in seiner Form der Kuppelgestalt der Kirche nachempfunden ist. In der rechten Seitenapsis wurde der alte Taufstein von 1910 mit der Widmung Stiftung Stadt Spandau 1910 aufgestellt. Hinter Tabernakel und Taufstein füllen zwei abstrakte „Meditationsbilder“ die ansonsten monochromen weißen Wände. Diese Bilder stammen von dem Künstler Gerhard Köhler (* 5. September 1923; † 23. Januar 1974) und sind in Seccomalerei ausgeführt. Das Bild hinter dem Tabernakel trägt den Titel Cherubim, das auf der Rückwand des Taufsteins Durchzug durch das Rote Meer (Exodus 14,21-31 ).
Von 2000 bis 2006 wurden abstrakte farbige Glasfenster von Johannes Beeck aus Nettetal eingesetzt; die Fenster in den Seitenwänden haben rote Ornamentik, die in der Kuppel blaue. 51 dieser Fenster finanzierte der Verein der Freunde der St. Marien-Kirche e. V. aus Spenden, zwölf weitere wurden privat gestiftet. Zwei Galvanoplastiken der heiligen Maria und des heiligen Josef aus der Anfangszeit der Kirche, 1910 geschaffen vom Bildhauer Heinrich Pohlmann, die die Kriegszerstörung überstanden haben, wurden restauriert und sind wieder in der Kirche aufgestellt.

## Orgel

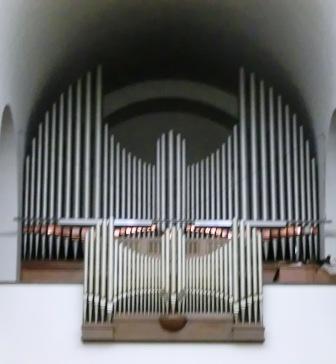
Orgel im Turm an der Südseite der Kirche

Die erste Orgel von 1910 wurde erbaut von der Orgelbaufirma Anton Feith in Paderborn. Nach der Zerstörung wurde 1959 eine neue Orgel durch denselben Orgelbauer erstellt. Sie verfügt über 30 Register auf drei Manualen und Pedal, elektropneumatische Kegelladen und eine Crescendo-Walze.
| I Manual C–g3  |     |  |
| Quintade       | 16′ |  |
| Prinzipal      | 08′ |  |
| Gemshorn       | 08′ |  |
| Oktave         | 04′ |  |
| Rohrflöte      | 04′ |  |
| Waldflöte      | 02′ |  |
| Sesquialter II |     |  |
| Mixtur V–VI    |     |  |
| Trompete       | 08′ |  |

| II Manual C–g3   |        |  |
| Lieblich gedackt | 08′    |  |
| Prinzipal        | 04′    |  |
| Rohrnasard       | 02 ⁄3′ |  |
| Quintzymbel III  |        |  |
| Krummhorn        | 08′    |  |

| III Manual C–g3 |        |  |
| Offenflöte      | 08′    |  |
| Salicional      | 08′    |  |
| Schwebung       | 08′    |  |
| Prinzipal       | 04′    |  |
| Spillpfeife     | 02′    |  |
| Spitzquinte     | 01 ⁄3′ |  |
| Scharff III     |        |  |
| Schalmey        | 08′    |  |

| Pedal C–f1    |     |  |
| Principalbass | 16′ |  |
| Subbass       | 16′ |  |
| Oktavbass     | 08′ |  |
| Bartpfeife    | 08′ |  |
| Choralbass    | 04′ |  |
| Trompete      | 08′ |  |

- Koppeln: I/P, II/P, III/P, II/I, III/I, III/II.
- Spielhilfen: Handregister; 2 freie Kombinationen; Tutti; Crescendowalze mit Absteller.

## Glocken
Im Turm hängen zwei Bronzeglocken. Ursprünglich bestand das Geläut aus vier Glocken, gestimmt auf die Töne b, des, es, f (Präfationsmotiv). Die Glocken waren im Jahr 1910 von Glockenmeister Otto aus Hemelingen gegossen worden und wurden zu Weihnachten, am 25. Dezember 1910, zum ersten Mal geläutet. Im Ersten Weltkrieg musste die Gemeinde die drei größeren Glocken als Metallspende des deutschen Volkes abgeben, die im Februar 1918 eingeschmolzen wurden. Sie wurden nach dem Krieg im Jahr 1927 durch drei neue Glocken ersetzt, wiederum von der Firma Otto in derselben Stimmung und annähernd gleich schwer gegossen. Erstmals geläutet wurden sie am 13. Juni 1927. Im Zweiten Weltkrieg mussten diese 1942 erneut abgeliefert werden und wurden eingeschmolzen. Nur eine der ursprünglichen Glocken, die dem heiligen Karl Borromäus geweihte kleinste, kehrte nach Spandau zurück. 1960 wurde eine zweite Glocke der Gießerei Rudolf Perner in Passau angekauft.
| Nr. | Schlagton | Gewicht (kg) | Durchmesser (mm) | Höhe (mm) | Gießer     | Gussjahr |
| 01  | b         | 2630         | 1820             | 1800      | Franz Otto | 1910     |
| 02  | des′      | 1638         | 1520             |           | Franz Otto | 1910     |
| 03  | es′       | 1315         | 1360             |           | Franz Otto | 1910     |
| 04  | f′        | 1138         | 1210             | 1000      | Franz Otto | 1910     |

| Nr. | Schlagton | Gewicht (kg) | Durchmesser (mm) | Höhe (mm) | Gießer        | Gussjahr | Inschrift |
| --- | --------- | ------------ | ---------------- | --------- | ------------- | -------- | --- |
| 01  | f′        | 1138         | 1210             | 1000      | Franz Otto    | 1910     | Inschrift in der Schulter: + IN HON. ST. CAROLI PUF QUE UXOR BARBARA A. 1910 + BORROMAE IN DEDICA VERUNT / + ST. CAROLUS BORR. ETINDEI AMORE NOS REDDAT FLEVENTES. NOS CONTINUA PEOTEC TIONE CUSTODES +                           |
| 02  | es′       | 1490         | 1350             | 1420      | Rudolf Perner | 1960     | Inschrift in der Flanke: BERLIN-SPANDAU / GOLDENES PRIESTERJUBILÄUM / 1959 /GEISTL. RAT WILHELM NAWROT, PFARRER ST. MARIEN SPANDAU / TODESJAHR 1960 Darunter: Rudolf Perner, Anno domini 1960, Passau 1429 Gegenüber: ST. WILHELM |

## Pfarrgemeinde
Die Pfarrgemeinde Maria, Hilfe der Christen gehörte bis 2021 zum Dekanat Spandau des Erzbistums Berlin und bildete mit den Pfarrgemeinden St. Joseph (Berlin-Siemensstadt) und St. Konrad von Parzham (Falkensee) den Pastoralen Raum Spandau-Nord/Falkensee, der am 1. Januar 2023 zur Pfarrei Heilige Familie – Spandau-Havelland fusionierte. Die Kirche Maria, Hilfe der Christen ist die Pfarrkirche dieser neuen Pfarrei.
Zur Gemeinde gehört das Gemeindezentrum St. Lambertus in Hakenfelde. Ferner liegt im Gemeindegebiet die private Kirche St. Marien am Behnitz, in der ebenfalls Gottesdienste stattfinden. Die Pfarrgemeinde ist Trägerin einer viergruppigen Kindertagesstätte neben der Pfarrkirche und des St.-Elisabeth-Seniorenheims in der Waldsiedlung Hakenfelde. Im Gemeindehaus in der Galenstraße gibt an drei Tagen in der Woche die Suppenküche von St. Marien ein Mittagessen an jeweils 50–80 Bedürftige aus. Die Katholische Schule Bernhard Lichtenberg am Hohenzollernring besteht seit 1967 in Trägerschaft des Erzbistums Berlin und nimmt die Tradition einer katholischen Schule in Spandau auf, die 1848 gegründet und 1938 von den Nationalsozialisten geschlossen worden war.